# تشاه خدابخش (دلغان)
تشاه خدابخش (بالفارسية: چاه خدابخش) هي قرية تقع في قسم دلغان الريفي (مقاطعة دلغان) في إيران. يقدر عدد سكانها بـ 1,812 نسمة .